# فرزاد اسماعيلي
فرزاد اسماعيلي (بالفارسية: فرزاد اسماعیلی) هو قائد عسكري إيراني والقائد السابق لمقر خاتم الأنبياء للدفاع الجوي التابع لجيش الجمهورية الإسلامية الإيرانية. تم تعيينه لهذا المنصب في 19 فبراير 2011 وباقتراح من القائد العام لجيش الجمهورية الإسلامية الإيرانية، عبر حکم من القائد العام للقوات المسلحة الإيرانية سيد علي خامنئي.

## حياته
ولد فرزاد اسماعيلي في 15 فبراير 1972 في مدينة رودسر بمحافظة غيلان. أنهی الدراسة الابتدائية والثانوية في مدينة لاهيجان، وحصل علی شهادة الدبلوم في فرع الرياضيات والفيزياء عام 1989مـ . دخل الجامعة نفس العام وبدأ الدراسة في فرع هندسة تكنولوجيا القيادة والمراقبة بجامعة الشهيد ستاري للعلوم والفنون الجوية. حصل علی شهادة البكالوريوس في نفس الفرع عام 1993مـ. وبعد سنة واحدة وفي عام 1994مـ، التحق بفرقة الدفاع الجوي بمدينة دزفول وبدأ الخدمة هناك کضابط تدريب تقييم عمليات الرادار ونائب رئيس عمليات الرادار وفی عام 2001مـ، شغل منصب مساعد عمليات القيادة للدفاع الجوي وبعد ذلك انتقل إلی منصب إدارة تدريب العمليات.
نقل اسماعيلي إلی فرقة الدفاع الجوي بمدينة آبدانان عام 2003مـ وشغل مناصب مختلفة هناك كنائب موقع الرادار، قائد الموقع، مساعد عمليات الفرقة ونائب الفرقة، وبعد نقله إلی وحدة مساعدة العمليات للقوة الجوية للجيش (نهاجا)، واصل الخدمة كمدير التقييم هناك.

## النقل إلی مقر خاتم الأنبياء للدفاع الجوي
في عام 2008مـ، تمّ نقله إلی وحدة مساعدة العمليات لمقرّ خاتم الأنبياء للدفاع الجوي وشغل منصب مدير الرادار و من عام 2009 حتی 7 سبتمبر 2010مـ، کان نائب قائد المخابرات والإستطلاع هناك.

### كقائد مقر خاتم الأنبياء للدفاع الجوي
أخيرا وفي عام 2010مـ، وباقتراح من جانب القائد العام لجيش الجمهورية الإسلامية الإيرانية، اللواء سيد عطاء الله صالحي وموافقة القائد العام للقوات المسحلة الإيرانية، تم تعيينه لمنصب قيادة مقر خاتم الأنبياء للدفاع الجوي في 19 فبراير 2011، عبر حکم من القائد العام للقوات المسلحة الإيرانية سيد علي خامنئي. وواصل الخدمة في ذلك المنصب حتی 29 مايو 2018.

## مسئوليات

### في فرقة الدفاع الجوي بمدينةدزفول
- ضابط تدريب تقييم عمليات الرادارعام 1994مـ،
- نائب رئيس عمليات الرادار
- مساعد عمليات القيادة للدفاع الجوي عام 2001مـ،
- مدير تدريب العمليات

### في فرقة الدفاع الجوي بمدينةآبدانان
- نائب موقع الرادار عام 2003مـ
- قائد موقع الرادار
- مساعد عمليات فرقة الدفاع الجوي مدينة آبدانان.
- نائب فرقة الدفاع الجوي مدينة آبدانان.

### في وحدة مساعدة العمليات للقوة الجوية للجيش (نهاجا)
- مدير تقييم وحدة مساعدة العمليات للقوة الجوية للجيش (نهاجا)

### في مقر خاتم الأنبياء للدفاع الجوي
- مدير الرادار في وحدة مساعدة العمليات لمقرّ خاتم الأنبياء للدفاع الجوي 10 مايو عام 2008مـ.
- نائب قائد المخابرات والإستطلاع عام 2009 حتی 7 سبتمبر 2010مـ.
- قائد مقر خاتم الأنبياء للدفاع الجوي من 19 فبراير 2011 حتی 29 مايو 2018.[3]

## انظر أیضا
- حرس الثورة الإسلامية
- أحمد متوسلیان
- حسن شاطري
- أمير علي حاجي زاده
- حبيب الله سياري
- عطاء الله صالحي
- عبد الرحيم موسوي
- أحمد رضا بوردستان
- علي صياد شيرازي
- مرتضی المطهري
- محمد ابراهیم همت
- حسن طهراني مقدم
- علي فدوي
- حسن باقري